# مدرسة سيار روجرز الدولية
مدرسة سيار روجرز الدولية هي مدرسة دولية خاصة تقع في هونغ كونغ، الصين.

## الروابط الخارجية
- Official website